# 科克哈特 (特拉華州)
科克哈特（英語：Cocked Hat）是位於美國特拉華州蘇塞克斯縣的一個非建制地區。該地的面積和人口皆未知。

## 地理
科克哈特的座標為38°46′00″N 75°36′39″W / 38.76667°N 75.61083°W，而該地的平均海拔高度為15米（即49英尺）。